# Вілтон (Айова)
Вілтон (англ. Wilton) — місто (англ. city) в США, в округах Маскетін і Седар штату Айова. Населення — 2924 особи (2020).

## Географія
Вілтон розташований за координатами 41°35′21″ пн. ш. 91°1′32″ зх. д. / 41.58917° пн. ш. 91.02556° зх. д. (41.589109, -91.025481).  За даними Бюро перепису населення США в 2010 році місто мало площу 5,05 км², з яких 5,05 км² — суходіл та 0,01 км² — водойми. В 2017 році площа становила 5,33 км², з яких 5,32 км² — суходіл та 0,01 км² — водойми.

## Демографія
Згідно з переписом 2010 року, у місті мешкали 2802 особи в 1155 домогосподарствах у складі 767 родин. Густота населення становила 555 осіб/км².  Було 1231 помешкання (244/км²).
Расовий склад населення:
| - 97,5 % — білих - 0,3 % — чорних або афроамериканців - 0,1 % — азіатів |

До двох чи більше рас належало 1,2 %. Частка іспаномовних становила 2,6 % від усіх жителів.
За віковим діапазоном населення розподілялося таким чином: 26,2 % — особи молодші 18 років, 60,8 % — особи у віці 18—64 років, 13,0 % — особи у віці 65 років та старші. Медіана віку мешканця становила 37,7 року. На 100 осіб жіночої статі у місті припадало 98,9 чоловіків;  на 100 жінок у віці від 18 років та старших — 93,7 чоловіків також старших 18 років.
Середній дохід на одне домашнє господарство  становив 64 247 доларів США (медіана — 51 726), а середній дохід на одну сім'ю — 79 305 доларів (медіана — 70 972). Медіана доходів становила 50 139 доларів для чоловіків та 30 589 доларів для жінок. За межею бідності перебувало 8,9 % осіб, у тому числі 10,2 % дітей у віці до 18 років та 2,2 % осіб у віці 65 років та старших.
Цивільне працевлаштоване населення становило 1571 осіб. Основні галузі зайнятості: виробництво — 20,4 %, освіта, охорона здоров'я та соціальна допомога — 19,1 %, роздрібна торгівля — 13,2 %, науковці, спеціалісти, менеджери — 9,0 %.